# اندیس چاه داشی
چاه داشی یک اندیس فلزی است که در حوالی شهر چاه داشی استان خراسان قرار دارد و مادهٔ معدنی موجود در آن، اورانیوم است.  